# Mychajło Hałuszczynski
Mychajło Mykołajowycz Hałuszczynski, Michał Hałuszczyński (ukr. Михайло Миколайович Галущинський; ur. 28 września 1878 w Zwiniaczu, zm. 25 września 1931 we Lwowie) – ukraiński polityk i działacz oświatowy okresu Austro-Węgier i II Rzeczypospolitej. Wicemarszałek Senatu RP 1928–1930, poseł na Sejm RP III kadencji. Członek rzeczywisty Towarzystwa Naukowego im. Szewczenki.

## Życiorys
Urodzony w rodzinie księdza greckokatolickiego Mikołaja Hałuszczynskiego, który wziął udział w wyborach uzupełniających do Rady Państwa w 1895 w okręgu Buczacz-Czortków. Po studiach pracował od 1901 jako nauczyciel języka ukraińskiego w galicyjskich szkołach. W latach 1912–1918 pracował jako dyrektor ukraińskiego gimnazjum w Rohatynie.
W czasie I wojny światowej komendant Legionu Ukraińskich Strzelców Siczowych, następnie referent USS przy wyższym dowództwie armii austro-węgierskiej. Uczestnik wojny polsko-ukraińskiej, w tym bitwy o Lwów.
Na początku lat 20. XX wieku był profesorem Tajnego Uniwersytetu Ukraińskiego we Lwowie. W konsekwencji swego protestu zgłoszonego przeciw zarządzeniom kuratora Lwowskiego Okręgu Szkolnego Stanisława Sobińskiego, wymierzonym przeciw prawom szkolnictwa ukraińskiego, został w 1924 usunięty ze szkolnictwa państwowego i pozbawiony prawa do emerytury. Po zwolnieniu pracował w prywatnym szkolnictwie ukraińskim. Po kilkuletnim procesie sądowym przyznano mu prawo do tzw. małej emerytury. W latach 1923–1931 prezes Towarzystwa „Proswita”.
Jeden ze współzałożycieli Ukraińskiego Zjednoczenia Narodowo-Demokratycznego (UNDO). Senator RP II kadencji, wicemarszałek Senatu i przewodniczący komisji kulturalno-oświatowej. Poseł na Sejm RP III kadencji. W latach 1930–1931 wraz z Ostapem Łuckim i Wasylem Mudrym stał na czele frakcji UNDO opowiadającej się za zawarciem kompromisu z władzami polskimi. W lutym 1931 uczestniczył w rozmowach pomiędzy BBWR a Ukraińską Reprezentacją Parlamentarną w tej sprawie.